# Lymnas pulcherrima
Lymnas pulcherrima is een vlinder uit de familie van de prachtvlinders (Riodinidae). De wetenschappelijke naam van de soort is voor het eerst geldig gepubliceerd in 1850 door Herrich-Schäffer.